# Protestas en Nueva Caledonia de 2024
El 13 de mayo de 2024 estallaron protestas y disturbios en Nueva Caledonia, un territorio de ultramar de Francia en el océano Pacífico. Los violentos altercados provocaron la muerte de 7 personas, la prohibición de redes sociales como TikTok y la declaración del Estado de emergencia.
La violencia estalló tras una controvertida reforma electoral cuyo objetivo era cambiar las restricciones existentes que impiden que hasta una quinta parte de la población vote en las elecciones provinciales. Tras el Acuerdo de Numea, el electorado para las elecciones locales limitó a los residentes de las islas antes de 1998 y a sus descendientes que hubieran mantenido su residencia continua en el territorio durante al menos 10 años. El sistema, que excluye a los inmigrantes de zonas europeas y polinesias de Francia, incluidos sus hijos adultos, fue aceptado en 2005 por el Tribunal Europeo de Derechos Humanos como parte de un proceso de descolonización, dado que se trataba de una medida provisional. Varios referéndum recientes rechazaron la independencia en 2018, 2020 y 2021; los dos primeros tuvieron resultados cercanos pero negativos con una tasa de participación del 81% y 86% respectivamente. El tercer referéndum fue calificado como ilegítimo por los defensores de la independencia y por la población indígena, que lo boicoteó masivamente, propiciando una participación de sólo el 44%. Para el gobierno francés los referendos concretaron el proceso del Acuerdo de Numea, con cambios requeridos en un requisito de residencia renovable de 10 años. Los partidarios de la independencia, que rechazan el referéndum de 2021, consideran que el proceso definido por el Acuerdo de Numea aún está en curso.

## Antecedentes
Nueva Caledonia es un territorio francés de ultramar en el suroeste del Pacífico. Tiene una población de alrededor de 270.000 habitantes. El pueblo indígena canaco constituye el 44% de la población; los caldoche, predominantemente franceses, constituyen el 34%; y otras minorías étnicas, incluidos los wallisianos y tahitianos, constituyen el resto. Nueva Caledonia se convirtió en territorio francés de ultramar en 1946 y tiene representantes en ambas cámaras del Parlamento francés, mientras que el presidente de Francia actúa como jefe de Estado del territorio. Francia mantiene jurisdicción sobre la defensa y la seguridad interna de Nueva Caledonia.
En 1988, tras la violencia política generalizada entre caldoches y canacos indígenas,se firmaron los Acuerdos de Matignon,estableciendo una transición a su actual mayor autonomía como colectividad sui generis dentro del Estado francés. A éste le siguió en 1998 el Acuerdo de Numea. Como parte del Acuerdo, a Nueva Caledonia se le permitió celebrar tres referendos para decidir sobre el estatus futuro del territorio, con derechos de voto restringidos a los indígenas canacos y otros habitantes que vivían en Nueva Caledonia antes de 1998.
Tras un fallo del Consejo Constitucional francés en 1999, que limitó la restricción a un requisito de residencia de diez años (el llamado "electorado móvil"), el presidente francés Jacques Chirac prometió modificar la Constitución francesa a petición de los grupos independentistas en 2003. Su mayoría parlamentaria votó a favor de la revisión en 2007, volviendo así a la regla del "electorado congelado", que el Tribunal Europeo de Derechos Humanos había dictaminado en 2005 como no violatoria de los derechos humanos porque formaba parte de un proceso de descolonización, y con la condición de que fuera sólo una medida provisional.
Posteriormente Nueva Caledonia celebró tres referéndums de independencia consecutivos (en 2018, 2020 y 2021), en los cuales se votó a favor de seguir siendo parte de Francia, aunque el referéndum de 2021 fue boicoteado por la mayoría de los partidarios de la independencia. El sistema se consideró obsoleto ya que el proceso del Acuerdo de Numea había finalizado. La transición posterior al referéndum dejó la necesidad de revisar las reglas de transición del Acuerdo de Numea, a la vez que requirió cambios en la Constitución francesa. Antes del referéndum, el candidato independentista Louis Mapou fue elegido presidente del Gobierno de Nueva Caledonia.
El 2 de abril de 2024, el Senado francés, la cámara alta del Parlamento francés, votó a favor de respaldar las enmiendas constitucionales presentadas por el ministro del Interior, Gérald Darmanin, para ampliar el sufragio a quienes habían residido en Nueva Caledonia durante 10 años ininterrumpidos. El 15 de abril, grupos de partidarios y opositores organizaron marchas rivales en Numea en respuesta a la propuesta de enmienda constitucional francesa. La marcha independentista fue organizada por un comité coordinador de acciones sobre el terreno cercano a la Unión Calédonienne (UC), que forma parte del FLNKS. La marcha pro-francesa fue organizada por los dos partidos pro-franceses Le Rassemblement y Les Loyalistes. La Alta Comisión francesa estimó que un total de 40.000 personas (15% de la población) asistieron a las marchas. Los organizadores independentistas afirmaron que 58.000 personas asistieron a su manifestación y los organizadores Pro-Franceses afirmaron que 35.000 asistieron a la suya.
El 15 de mayo, la Asamblea Nacional, la cámara baja del Parlamento francés, votó a favor de las enmiendas constitucionales por un margen de 351 a 153 votos. Mientras que los partidos de derecha apoyaron "descongelar" la lista de votantes, los partidos de izquierda votaron en contra de las enmiendas. Después de ser aprobadas por ambas cámaras, las enmiendas constitucionales aún deben ser aprobadas por una mayoría de dos tercios del Congreso del Parlamento francés (una sesión conjunta de la Asamblea Nacional y el Senado).

### Factores socioeconómicos
Se cree que la economía y el desempleo fueron factores que contribuyeron a los disturbios debido a que la economía minera local de níquel había experimentado una desaceleración. Según "Politico", Nueva Caledonia posee el 30% de las reservas mundiales de níquel. La minería del níquel representa el 90% de todas las exportaciones y emplea alrededor de una "cuarta parte de su fuerza laboral", según Associated Press. Para 2023, la rentabilidad del sector del níquel había disminuido debido a las restricciones gubernamentales a las exportaciones, los altos costos de la energía y la competencia de los productores de níquel de Indonesia y otros países asiáticos. Con una producción que cayó un 32% en el primer trimestre de 2023, las autoridades francesas advirtieron que las tres principales fábricas de procesamiento de níquel del territorio podrían cerrar, lo que provocaría una crisis de desempleo. Varios inversores importantes, entre ellos Glencore y Eramet, limitaron nuevas inversiones en Nueva Caledonia  o intentaron vender sus participaciones. El gobierno francés prometió 200 millones de euros en subvenciones al sector del níquel, pero este "pacto del níquel" fue denunciado por los independentistas como una medida neocolonial que aumentaría el poder de París sobre el territorio.

## Disturbios
El 13 de mayo se saquearon supermercados y concesionarios de automóviles y hubo quemas de vehículos y negocios. Las zonas afectadas incluyeron Numea y las ciudades vecinas de Dumbéa y Le Mont-Dore.Treinta y seis manifestantes fueron arrestados. Las autoridades impusieron un toque de queda y se prohibieron las reuniones públicas durante dos días a partir del 14 de mayo. El ministro francés del Interior, Gérald Darmanin, anunció que se enviarían refuerzos policiales a la isla.
En ese momento, estallaron enfrentamientos entre partidarios y opositores de la independencia.Tres manifestantes canacos murieron durante un tiroteo cometido por un automovilista cuyo vehículo estaba detenido en una barricada, mientras que un gendarme murió en una emboscada. La oficina del Alto Comisionado francés confirmó que grupos no identificados provocaron dos incendios y allanaron una comisaría de policía entre el 18 y el 19 de mayo, con 230 alborotadores arrestados.

## Repercusiones
Entre el 13 y el 18 de mayo, seis personas fueron asesinadas, entre ellas dos gendarmes. Otros 64 policías resultaron heridos. Diez activistas independentistas acusados de organizar actos de violencia fueron puestos bajo arresto domiciliario. El 15 de mayo, un gendarme resultó gravemente herido en Plum y murió ese mismo día. El 16 de mayo, tres civiles canacos de entre 17 y 35 años fueron asesinados en Numea por civiles armados no identificados,mientras que, ese mismo día, se registró la muerte de otro gendarme francés en Nueva Caledonia por heridas de bala accidentales infligidas por otro miembro de las fuerzas de seguridad. Lo anunció Gérald Darmanin en un mensaje a la Agence France-Presse. El 18 de mayo, un hombre caldoche, de 51 años, murió en un tiroteo en Kaala-Gomen, después de haber disparado contra manifestantes canacos como ultimátum ante lanzamientos de piedras que recibió en su vehículo durante un bloqueo carretero. Su hijo y dos manifestantes canacos resultaron heridos.

## Impacto
El saqueo y la destrucción costaron más de 200 millones de euros en daños. Más de 150 empresas fueron destruidas y se perdieron alrededor de 1.750 puestos de trabajo. El aeropuerto internacional La Tontouta fue cerrado a vuelos comerciales. Según el presidente de la Cámara de Comercio e Industria, entre el 80 y el 90% de la red de distribución de alimentos había sido eliminada. El 14 de mayo se suspendió la red de autobuses de Numea hasta nuevo aviso.
El 17 de mayo se anunció que el relevo de la antorcha olímpica para los Juegos Olímpicos de París 2024 no pasaría por Nueva Caledonia el 11 de junio como se había previsto inicialmente.
El 22 de mayo, el alcalde de Numea informó que durante la noche habían sido incendiados dos escuelas primarias y un concesionario de automóviles que contenía 300 vehículos. La policía informó que 280 manifestantes habían sido arrestados, mientras que los fiscales locales informaron que 400 tiendas y negocios habían resultado dañados.

## Presunta interferencia
El 16 de mayo, en la cadena de televisión Francia 2, el ministro del Interior francés, Gérald Darmanin, acusó a Azerbaiyán de interferir en los disturbios al llegar a un acuerdo con los defensores de la independencia. Azerbaiyán negó las acusaciones de Darmanin. Sin embargo, en julio de 2023, Azerbaiyán había invitado a separatistas de los territorios franceses de ultramar de Martinica, Guayana Francesa, Nueva Caledonia y Polinesia Francesa a una conferencia en Bakú, en la que se creó un "Grupo de Iniciativa de Bakú" cuyo objetivo declarado es apoyar "Liberación francesa y movimientos anticoloniales."  Las relaciones entre Francia y Azerbaiyán han sido amargas desde 2020, cuando Francia, que tiene una diáspora armenia considerable, se puso del lado de Armenia en su conflicto con Azerbaiyán por Nagorno-Karabaj. Azerbaiyán ha hecho declaraciones cada vez más hostiles hacia Francia desde octubre de 2023, cuando Francia vendió equipo militar a Armenia.